# Переверзевка (Курская область)
Переверзевка — деревня в Беловском районе Курской области. Входит в Коммунаровский сельсовет. Население (2010 г.) — 136 человек.

## География
Деревня находится на ручье Долгий, в 72 км к юго-западу от Курска, в 11 км к северо-востоку от районного центра — Белая, в 2,5 км от центра сельсовета — Коммунар.
Климат
Переверзевка, как и весь район, расположен в поясе умеренно континентального климата с тёплым летом и относительно тёплой зимой (Dfb в классификации Кёппена).

## Инфраструктура
Личное подсобное хозяйство.

## Транспорт
Переверзевка находится на автодороге регионального значения 38К-028 (Обоянь — Суджа), в 0,5 км от автодороги межмуниципального значения 38Н-010 (Белая — Кривицкие Буды), в 13,5 км от ближайшей ж/д станции Псёл (линия Льгов I — Подкосылев).